# Рамасвами, Сумати
Сума́ти Рамасва́ми (англ. Sumathi Ramaswamy; род. 1961, Индия) — индийский и американский индолог и историк культуры, специалист по истории картографии и гендерным исследованиям. Лауреат Anneliese-Maier-Forschungspreis (2016).

## Биография
Получила в 1980 году бакалавра гуманитарных наук в Делийском университете, в 1982 году магистра гуманитарных наук и магистра философии по истории Древней Индии в Университете Джавахарлала Неру, в 1986 году магистра антропологии в Пенсильванском университете и в 1992 году доктора философии по истории в Калифорнийском университете в Беркли.
Была профессором истории Мичиганского университета и ассистент-профессором истории Пенсильванского университета. 
Профессор истории Джеймса Б. Дьюка кафедры истории Тринити-колледжа искусств и наук Университета Дьюка и руководитель Центра южноазиатских исследований Университета Дьюка.
Одна из основателей цифрового архива южноазиатской народной визуальной культуры Tasveer Ghar (рус. Дом изображений).
Президент Американского института индийских исследований.
Приглашённый научный сотрудник Оксфордского центра индуистских исследований Оксфордского университета.

## Научные труды

### Монографии
- Ramaswamy S. Passions of the Tongue: Language Devotion in Tamil India, 1891–1970. — Berkeley: University of California Press, 1997. — 343 p.
- Ramaswamy S. The Lost Land of Lemuria: Fabulous Geographies, Catastrophic Histories. — Berkeley: University of California Press, 2004. — 334 p.
- Ramaswamy S. Conceit of the Globe in Mughal Visual Practice. — Cambridge: Cambridge University Press, 2007. — 32 p.
- Ramaswamy S. The Goddess and the Nation: Mapping Mother India. — Durham: Duke University Press, 2010. — 400 p.
- Ramaswamy S. Husain's Raj: Visions of Empire and Nation. — Mumbai: Mārg Publishing, 2016. — 144 p.
- Ramaswamy S. Terrestrial Lessons: The Conquest of the World as Globe. — Chicago: University of Chicago Press, 2017. — 429 p.

### Статья
- Ramaswamy S. Daughters of Tamil: Language and Poetics of Womanhood in Tamilnad // South Asia Research[англ.]. — 1992. — Vol. 12, № 1. — P. 38–59. — doi:10.1177/02627280920.
- Ramaswamy S. En/gendering Language: The Poetics of Tamil Identity // Comparative Studies in Society and History[англ.]. — 1993. — Vol. 35, № 4. — P. 683–725.
- Ramaswamy S. The Nation, the Region, and the Adventures of a Tamil `Hero' // Contributions to Indian Sociology[англ.]. — 1994. — Vol. 28, № 2. — P. 295–322. — doi:10.1177/0069966794028002004.
- Ramaswamy S. Virgin Mother, Beloved Other: The Erotics of Tamil Nationalism // Thamyris. — 1997. — Vol. 4. — P. 9–39.
- Ramaswamy S. Language of the people in the world of gods: Ideologies of Tamil before the nation // The Journal of Asian Studies[англ.]. — 1998. — Vol. 57, № 1. — P. 66–92. — doi:10.2307/2659024.
- Ramaswamy S. Body language: The somatics of nationalism in Tamil India // Gender and History[англ.]. — 1998. — Vol. 10, № 1. — P. 78–109. — doi:10.1111/1468-0424.00090.
- Ramaswamy S. Sanskrit for the nation // Modern Asian Studies[англ.]. — 1999. — Vol. 33, № 2. — doi:10.1017/S0026749X99003273.
- Ramaswamy S. The demoness, the maid, the whore, and the good mother: Contesting the national language in India // International Journal of the Sociology of Language[англ.]. — 1999. — № 140. — P. 1–28.
- Ramaswamy S. Catastrophic cartographies: Mapping the lost continent of Lemuria // Representations. — 1999. — Vol. 67. — P. 92–129. — doi:10.2307/2902888.
- Ramaswamy S. History at land's end: Lemuria in Tamil spatial fables. — 2000. — Vol. 59, № 3. — P. 575–602. — doi:10.2307/2658944.
- Ramaswamy S. Remains of the race: Archaeology, nationalism, and the yearning for civilisation in the Indus valley // Indian Economic and Social History Review[англ.]. — 2001. — Vol. 38, № 2. — P. 105–145. — doi:10.1177/001946460103800201.
- Ramaswamy S. Maps and mother goddesses in modern India.. // Imago Mundi. — 2001. — Vol. 53. — P. 97–114. — doi:10.1080/03085690108592940.
- Ramaswamy S. Visualizing India’s Geo-body: Globes, Maps, Bodyscapes” 36 (2002): 157–195.
- Ramaswamy S. Beyond appearances? Visual practices and ideologies in modern India — Introduction // Contributions to Indian Sociology[англ.]. — 2002. — Vol. 36, № 1–2. — P. VII–XII.
- Ramaswamy S. Conceit of the Globe in Mughal India // Comparative Studies in Society and History[англ.]. — 2007. — Vol. 49, № 4. — P. 751–782.
- Ramaswamy S. The wretched of the nation // Third Text[англ.]. — 2017. — Vol. 31, № 2–3. — P. 213–237. — doi:10.1080/09528822.2017.1384115.
- Ramaswamy S., Osella F. Charity and philanthropy in South Asia: A preamble // Modern Asian Studies[англ.]. — 2018. — Vol. 52, № 1–3. — doi:10.1017/S0026749X18000100.
- Ramaswamy S. Giving becomes him: The posthumous fortune(s) of pachaiyappa mudaliar // Modern Asian Studies[англ.]. — 2018. — Vol. 52, № 1. — P. 35–61. — doi:10.1017/S0026749X17000531.

### Научная редакция
- Empires of Vision: A Reader / Martin Jay[англ.], Sumathi Ramaswamy (eds.). — Durham: Duke University Press, 2014. — 669 p.

## Награды
- Стипендия Гуггенхайма